# Nanoscribe
Die 2007 gegründete Nanoscribe ist das erste Unternehmen, das 3D-Drucksysteme auf Basis der Zwei-Photonen-Polymerisation entwickelt, produziert und auf den Markt gebracht hat. Das Unternehmen ist weltweit Markt- und Technologieführer für den 3D-Druck im Nano- und Mikrometerbereich und produziert die am höchsten auflösenden 3D-Drucker, was eine additive Fertigung auf der Submikrometerskala ermöglicht.
Die Technologie öffnet den Weg für neue Forschungsmethoden und Anwendungen, z. B. in der Photonik, Mikrooptik, Medizin- und Kommunikationstechnik, die mit herkömmlichen Methoden zuvor nicht realisierbar waren.
Mehr als 4000 Anwender in mehr als 30 Ländern setzen heute 3D-Drucker von Nanoscribe für die Grundlagenforschung und die angewandte Forschung ein, auch an nahezu allen Spitzenuniversitäten, so beispielsweise auch an der Harvard University, dem Massachusetts Institute of Technology (MIT), dem California Institute of Technology, der University of Oxford sowie dem Imperial College London und der ETH Zürich.

## Geschichte

### Gründerjahre und Expansion
Das Unternehmen wurde 2007 von Martin Hermatschweiler, Michael Thiel, Georg von Freymann und Martin Wegener als erstes Spin-off des Karlsruher Instituts für Technologie (KIT) gegründet. Das Unternehmen Carl ZEISS erwarb im September 2008 Anteile an dem Unternehmen.
Im Jahr 2018 eröffnete Nanoscribe eine Tochtergesellschaft in Shanghai, China, und in 2019 eine Tochtergesellschaft in Boston, USA. Im Januar 2020 bezog Nanoscribe seinen Hauptsitz im ZEISS Innovation Hub vor dem Campus Nord des KIT. Im Mai 2021 wurde Nanoscribe Teil von Cellink, das inzwischen in BICO Group AB umfirmiert wurde. Im Dezember 2024 wurde das Unternehmen an die deutsche Holding Lab14 Group verkauft.
Im Mai 2025 hat das Unternehmen weltweit über 100 Mitarbeiter.

### Entwicklung der Produkte
Das erste 3D-Laserlithografiesystem wurde im Juni 2008 ausgeliefert. Im Jahr 2013 stellte das Unternehmen den weltweit schnellsten 3D-Drucker für die Nano- und Mikrostrukturierung vor; erstmals wird in einem kommerziellen 3D-Drucker für die Mikrofabrikation ein Galvanometerspiegelsystem eingesetzt, was die Druckgeschwindigkeit um typischerweise den Faktor 100 beschleunigt.
2019 stellte Nanoscribe das neue Produkt Quantum X vor, als weltweit erstes Zwei-Photonen-Graustufen-Lithographie-System.
Im Dezember 2021 präsentierten Nanoscribe und Cellink, ein Schwesterunternehmen innerhalb der BICO-Gruppe, gemeinsam den neuen Quantum X bio, einen 3D-Bioprinter mit Submikrometerauflösung für den Druck von Biomaterialien, biokompatiblen Materialien und von mit lebenden Zellen angereicherten Druckmaterialien.
Im Januar 2022 führte das Unternehmen den Quantum X align ein, als weltweit ersten 3D-Drucker mit einer automatisch mit Nanometerpräzision ausgerichteten 3D-Mikrofabrikation auf komplexen Substraten wie optische Fasern und photonische Chips.

## Technologie
Die von Nanoscribe entwickelten Technologien basieren auf der Zwei-Photonen-Polymerisation (2PP), die physikalisch auf der Zwei-Photonen-Absorption beruht.

### Zwei-Photonen-Polymerisation
Die Idee der Zwei-Photonen-Polymerisation (2PP) besteht darin, ein UV-härtbares Photopolymer zu verwenden, es jedoch mit Licht geringerer Energie aus dem nahen Infrarot (NIR) zu belichten. Deshalb sind jeweils mindestens zwei Photonen gleichzeitig erforderlich, um an einem bestimmten Punkt im Photopolymer-Volumen den chemischen Aushärtungsprozess mit genügend Energie aktivieren zu können. Dies erfordert eine hohe Lichtintensität, was über gepulstes Licht von Femtosekundenlasern nur im Laserfokus erreicht wird. Dadurch können Strukturen mit einer etwa 100-fach höheren Präzision gedruckt werden als mit 3D-Drucktechnologien, die auf der Ein-Photonen-Absorption beruhen.

### Zwei-Photonen-Graustufen-Lithografie
Die von Nanoscribe patentierte Zwei-Photonen-Graustufen-Lithographie (eng. Two-Photon Grayscale Lithography, 2GL®) kombiniert die Belichtungsdosisvariation der Ein-Photonen-Graustufen-Lithographie mit der Submikrometerauflösung und Designfreiheit der Zwei-Photonen-Polymerisation. Bei 2GL kann die Belichtungsdosis während des Laserscanvorgangs moduliert und damit die Größe jedes einzelnen Voxels in Echtzeit variiert werden. Somit reduziert sich die Zahl der erforderlichen Laserscandurchgänge drastisch und entsprechend auch die Druckzeit.

## Anwendungsbereiche
In mehr als 1800 von Experten begutachteten wissenschaftlichen Publikationen werden die fundamental auf Nanoscribe-Systemen basierenden Forschungsergebnisse veröffentlicht. Die Suche mit Google Scholar liefert hier ca. 2600 Publikationen mit Verweis auf Nanoscribe-Systeme.

## Auszeichnungen
- 2022: Prism Awards Finalist – der 3D-Drucker Quantum X align ist Finalist in der Kategorie 'Manufacturing & Test' des Prism Award, verliehen von SPIE, der internationalen Gesellschaft für Optik und Photonik und Photonics Media[29]
- 2019: LASER Innovation Award – unter 1.300 Mitbewerbern geht der erste Preis an Nanoscribe Quantum X[30]
- 2018: Landespreis für junge Unternehmen – Nanoscribe erhält den 1. Platz des Landespreises für junge Unternehmen[6]
- 2018: Technologietransferpreis 2017/2018 der Deutschen Physikalischen Gesellschaft (DPG) – Nanoscribe, das KIT Innovations- und Relationsmanagement und das KIT Institut für Nanotechnologie werden gemeinsam ausgezeichnet für den erfolgreichen Transfer wissenschaftlicher Forschung in ein kommerzielles Produkt[31]
- 2015: Deutscher Gründerpreis Finalist – Nanoscribe ist mit ihrem Hochgeschwindigkeits-3D Druckern für den Mikrobereich Finalist in der Kategorie Aufsteiger[32][33]
- 2014: Prism Award for Photonics Innovation – der 3D-Drucker Photonic Professional GT wird von SPIE, der internationalen Gesellschaft für Optik und Photonik, und Photonics Media in der Kategorie „Advanced Manufacturing“ ausgezeichnet[34]
- 2011: CyberChampions Award – Ausgründung aus Universität/Forschungseinrichtung[35]
- 2008: Otto-Haxel-Preis des “Freundeskreis des Forschungszentrums Karlsruhe e.V.” für die Gründung der Nanoscribe GmbH[36]